# Pałac w Wojcieszowie Dolnym
Pałac w Wojcieszowie Dolnym – zabytkowy pałac jest najstarszym obiektem w Wojcieszowie, w mieście  w województwie dolnośląskim, w powiecie złotoryjskim, nad rzeką Kaczawą, w centrum Gór Kaczawskich w Sudetach Zachodnich.

## Historia
Adnotacje o wsi są z około 1400 roku, ale są również zapiski, że był już przed rokiem 1300. Około 1569 roku wzniesiono w tym miejscu renesansowy dwór. W latach 1858–1869 oraz 1891-1892 budynek został przerobiony i powiększony w stylu niemieckiego neorenesansu. W 1930 roku pałac został częściowo uszkodzony w pożarze, spłonęła wtedy część piętra i wieża.

Po 1945 roku w pałacu były biura PGR-u, potem do 2001 roku szkoła podstawowa. W latach osiemdziesiątych XX wieku pałac był remontowany. W 2004 roku budynek został sprzedany prywatnemu właścicielowi.

## Architektura
Pałac jest budynkiem murowanym z kamienia i cegły, wzniesionym na planie pięcioboku zbliżonego do kwadratu, podpiwniczonym, dwukondygnacyjnym i nakrytym dachem czterospadowym z ozdobnymi szczytami oraz lukarnami. Fasada (elewacja zachodnia) jest siedmioosiowa z centralnie usytuowaną kwadratową wieżą, w której znajduje się główne wejście w ostrołukowym portalu do pałacu. Po bokach łuku portalu widnieją kartusze herbowe rodów von Zieten (L) i von Zedlitz und Neukirch (P). Rozczłonkowaną bryłę budynku tworzą liczne wieże, wieżyczki i szczyty. Układ wnętrz jest trzytraktowy, piwnice są sklepione, w pozostałych pomieszczeniach znajdują płaskie stropy, niektóre z dekoracją sztukatorską. Pałac wraz z parkiem otoczony ogrodzeniem.
Obiekt jest częścią zespołu pałacowego, w skład którego wchodzi jeszcze park, o pow. 3,92 ha.

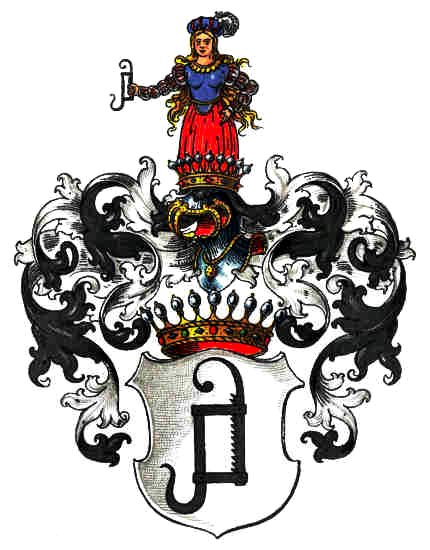
Herb von Zieten
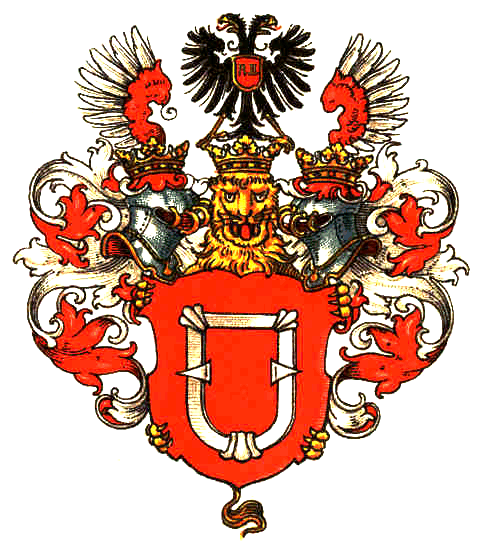
Herb von Zedlitz
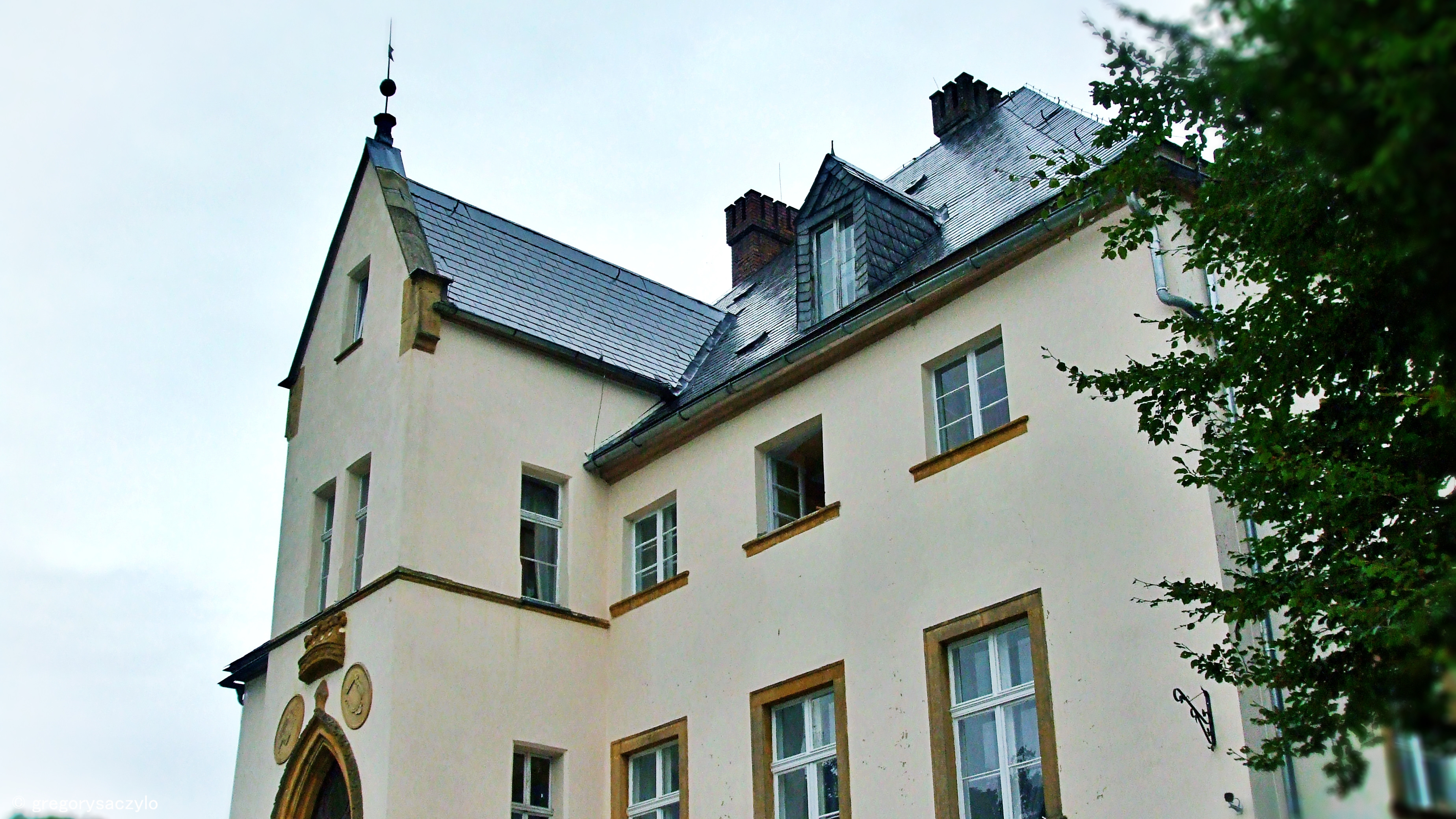
Pałac w Wojcieszowie Dolnym (2019)
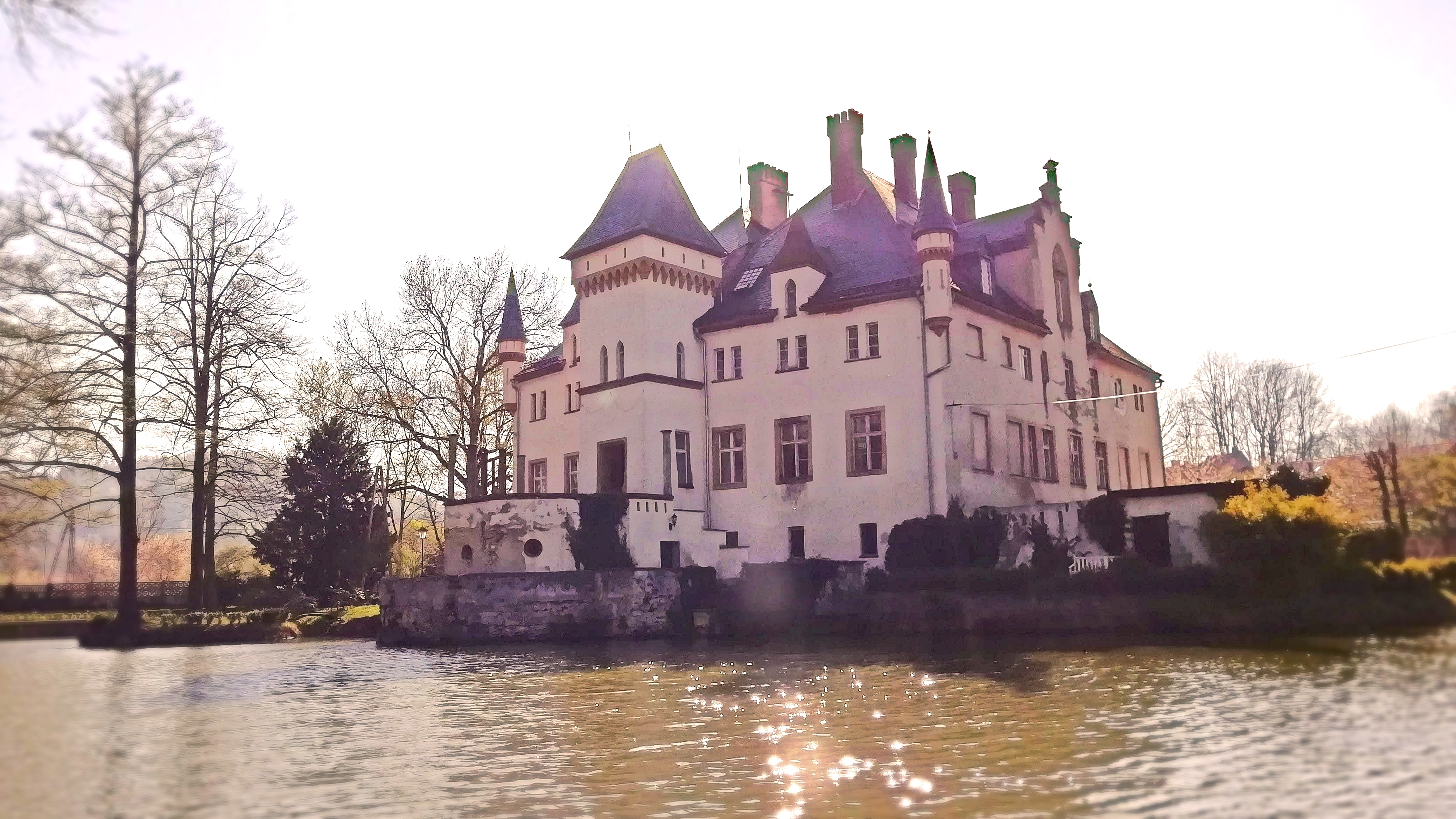
Tył pałacu, Wojcieszów Dolny (2019)

## Inne
- Pałac Niemitz w Wojcieszowie
- Pałac w Wojcieszowie Górnym z 1870 r.
- Pałac w Wojcieszowie Górnym
- Pałac w Wojcieszowie Górnym z XVIII w.